# Strontiumranelaat
Strontiumranelaat is een strontiumzout van ranelinezuur. Het is een geneesmiddel (toegelaten door de EMEA in 2004) voor de behandeling van osteoporose. Hierbij speelt strontium de actieve rol; het ranelinezuur zorgt voor de goede biologische beschikbaarheid van het strontium. Strontium wordt vrij gemakkelijk door het lichaam opgenomen in botten en tandglazuur in de plaats van calcium.
Het Franse bedrijf Les Laboratoires Servier brengt strontiumranelaat op de markt onder de merknaam Protelos. Dit is een granulaat dat in water in suspensie gebracht moet worden en opgedronken. Dit geneesmiddel is geïndiceerd voor de behandeling van postmenopauzale osteoporose ter verkleining van het risico van wervel- en heupfracturen.

## Waarschuwing na registratie
In juni 2013 waarschuwde de firma Servier voor toegenomen kans op hartinfarct.
Op 10 januari 2014 adviseerde PRAC het middel te schorsen. Op 21 februari volstond het Europese geneesmiddelenbeoordelingscomité CHMP, (Committee for Medicinal Products for Human Use), met het nog verder aanscherpen van de indicatie tot het middel van de allerlaatste keus. Op 17 maart nam het Nederlandse CBG die aanscherping over.